# Pyknometer

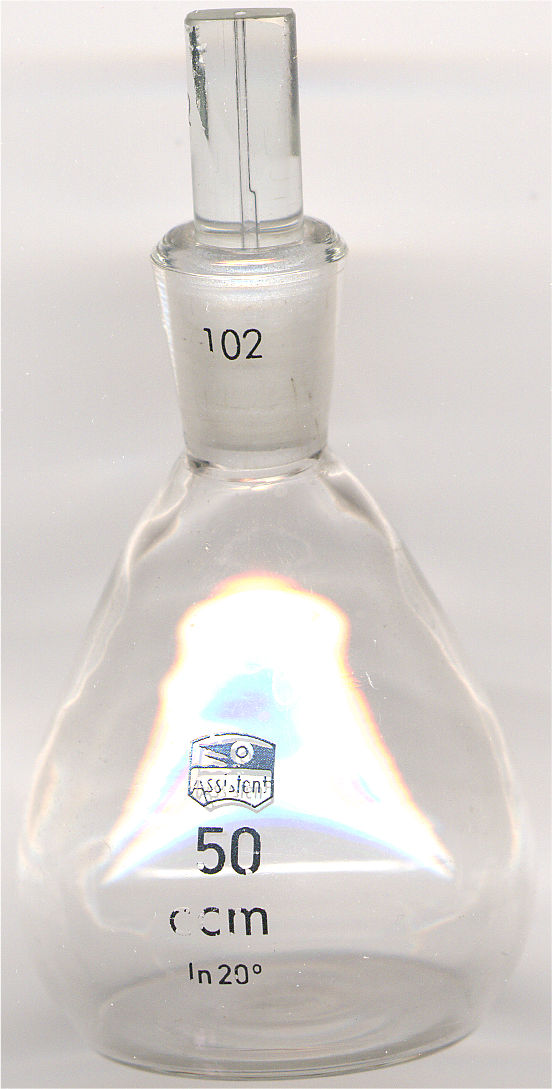
Pyknometer.

Pyknometer är ett instrument för att bestämma densiteten hos fasta eller flytande ämnen.

## Funktion
En pyknometer är vanligtvis gjord av glas, med en åtsittande slipad glaspropp med ett genomgående kapillärrör, där luftbubblor kan lämna apparaten. Denna anordning möjliggör att noggrant mäta en vätskas densitet med hänvisning till ett lämplig arbetsmedium, såsom vatten eller kvicksilver, med hjälp av en balansvåg.
Om kolven väges tom, full av vatten, och full av en vätska vars relativa densitet önskas, kan den relativa densiteten av vätskan enkelt beräknas.  
Partikeldensiteten av ett pulver, för vilket den vanliga metoden för vägning inte kan tillämpas, kan också bestämmas med en pyknometer. Pulvret fylls då i pyknometern, som sedan väges, vilket ger vikten av pulverprovet. Pyknometern fylls därefter med en vätska med känd densitet, i vilken pulvret är fullständigt olöslig. Vikten av den undanträngda vätskan när pulvret åter fylls i kan sedan bestämmas, och därmed den relativa densiteten av pulvret.
Det finns också en gasbaserad utformning av en pyknometer känd som en gaspyknometer. Den jämför förändringen i tryck som orsakas av en uppmätt förändring i en sluten volym innehållande en referens (vanligen en stålsfär med känd volym) med ändringen i tryck som orsakas av provet under samma betingelser. Skillnaden i tryckförändringen motsvarar volymen av provet jämfört med referenssfären, och används vanligtvis för fasta partiklar som kan upplösas i det flytande mediet i pyknometern med den konstruktion som beskrivits ovan, eller för porösa material, som vätskan inte till fullo kan penetrera.